# Château d'Aunoy
Cet article possède des paronymes, voir Château d'Aunay et Château d'Aunay-les-Bois.
Le château d'Aunoy ou d'Aulnoy se trouve sur la commune de Champeaux, dans le département de Seine-et-Marne. Il est actuellement la propriété de Jean-Louis Tapiau.

## Histoire

### Moyen Âge
La seigneurie d'Aunoy est connue depuis le XIIe siècle. Un précédent édifice médiéval fut ravagé par un incendie vers 1750.

### XVIIesiècle
Au XVIIe siècle, le château passe entre les mains de plusieurs familles parisiennes, dont les Favre, à partir de 1663, qui sont intendants de la famille Fouquet au château voisin de Vaux. En 1729, Claude Favre d'Aunoy entame des travaux de rénovation de la demeure médiévale.

### XVIIIesiècle
En 1731, le domaine est acquis par Jean-Baptiste Chabert, un changeur , entrepreneur et financier parisien. En 1750, un incendie ravage la vieille demeure.
Chabert en profite pour remodeler complètement le domaine, déplaçant l'habitation plus à l'ouest, ne conservant que quelques signes féodaux comme le pigeonnier et deux tourelles. La nouvelle demeure se présente sous la forme devenue classique au milieu du XVIIIe siècle de l'hôtel particulier parisien, adapté pour la campagne, dans la tradition formalisée par Blondel.
Pour éviter un nouvel incendie, la nouvelle construction utilise des voûtes catalanes ou sarrasines, ce qui permet d'exclure le bois (aucun bois de construction, ni même de charpente) mais nécessite des murs de plus de 2 mètres d'épaisseur. Ce procédé, popularisé en France par les écrits de d'Espie et Tavenot, se répand dans les années 1760 en France, faisant l'objet d'importants débâts entre architectes, en particulier à l'Académie. Son application au château d'Aunoy est donc non seulement un cas précurseur, mais aussi particulièrement poussé.
Le château tout juste terminé, Chabert le revend en 1754, à son fils cadet. Il passe ensuite par alliance au célèbre avocat parisien Pierre-Jean-Baptiste Gerbier, en 1761. Il fait aménager autour du château un parc à l'anglaise, un des premiers en France.
Le prince de Conti puis la duchesse de Chartres vinrent spécialement admirer le jardin. Il inspira directement plusieurs créations paysagères dans l'entourage de Conti.
En 1775, il se retire des affaires et vend Aunoy à la vicomtesse de Broglie.
Après la mort du marquis Jean-Guillaume de La Tour du Pin-Montauban en 1837, le château subit les ravages de la Bande noire, qui le dépouilla de son mobilier, sans pour autant avoir le temps de le démolir.
La joueuse de tennis Marguerite Broquedis s'y marie en 1917.
Le château, sa cour d'honneur, ses douves, les communs, les murs, les grilles et le parc ont été inscrits aux monuments historiques en 1986.
La demeure est actuellement la propriété de Jean-Louis Tapiau.

### Guerre d'Algérie
Ahmed Ben Bella et ses compagnons de détention, en provenance du château de la Fessardière à Turquant, Mohamed Boudiaf, Rabah Bitat, Mohamed Khider et Hocine Aït Ahmed ont été détenus en résidence surveillée dans le château d'Aunoy du 7 décembre 1961 au 20 mars 1962.

## Parc
C'est un des premiers parc à l'anglaise. Il a été conçu dans les années 1760. Inspiré des principes de « Capability » Brown, c'est un jardin irrégulier, en partie en pente, organisé autour d'une vaste pelouse terminé par une pièce d'eau avec une île, agrémenté de grottes rustiques, et de fabriques : un ermitage, un obélisque, une tour, vestige de l'ancien château, un belvédère sur une glacière, une cabane sauvage, une serre et d'une orangerie. S'y ajoutent un potager et un verger.
Ce jardin est inscrit au pré-inventaire des jardins remarquables.

## Le château dans les arts
Certaines scènes du feuilleton télévisé Joseph Balsamo, diffusé en 1973, ont été tournées au château d'Aunoy.
En 2011, le clip de la chanson Jeanne de Laurent Voulzy y a été filmé.